# Quercus championii
Quercus championii es una especie del género Quercus dentro de la familia Fagaceae. Está clasificada en el subgénero Cyclobalanopsis; que son robles del este y sureste de Asia. Árboles que crecen hasta 10-40 m de altura. Ellos se diferencian del Subgénero Quercus en que tienen bellotas con distintivas tazas teniendo crecientes anillos de escamas, tienen en común las densamente agrupadas bellotas, aunque esto no se aplica a todas las especies.

## Distribución y hábitat
Crece en bosques perennifolios de hoja ancha, en las montañas entre los 100-1700 metros en China ( Fujian, Guangdong, Guangxi, Hainan y Yunnan ) y Taiwán. 

## Descripción
Quercus championii es un árbol de hoja perenne que crece hasta los 20 m de altura. El tronco mide 1,2 m de diámetro. La corteza es gris oscura, fisurada en placas delgadas. Las ramas están surcadas con tomento densamente estrellados de color gris amarronado. Las hojas miden 3,5-12 x 2-4,5 cm, llenas hacia el ápice de las ramitas; obovales a oblongas elípticas, margen redondeado con un punto de síntesis, la base del ápice es cuneada; coriácea rígida; brillantemente verde glabra, tomentoso marrón claro debajo de pelos estrellados, a veces ondulada cerca del ápice, con 6-10 pares de venas impresionados adaxialmente y bajo prominentes, como el nervio central, peciolo de 0.8-1.5 cm, densamente tomentosas marrón anaranjado pálido. Las flores florecen de diciembre a marzo. Las inflorescencias femeninas de 4 cm, de aterciopeladas y de color marrón, con 3 estilos cortos. Las bellotas son globosas, aplanadas, 1,5-2 cm de largo x 1,5 cm de diámetro, glabrescentes. La cicatriz basal mide entre 4 a 5 mm de ancho, plana, cerrada de 1/2 o 1/3 a la núcula. La taza mide 0,9 cm de largo x 1,5 cm de diámetro, tomentosa, con escalas en los anillos concéntricos de 4-7, los márgenes remotamente denticulados. Las bellotas maduran al cabo de 1 año.

## Taxonomía
Quercus championii fue descrita por George Bentham y publicado en Hooker's Journal of Botany and Kew Garden Miscellany 6: 113. 1854.
Etimología
Quercus: nombre genérico del latín que designaba igualmente al roble y a la encina.
championii: epíteto otorgado en honor del botánico escocés John George Champion.
Sinonimia
- Cyclobalanopsis championii (Benth.) Oerst.[2][3]